# Friedrich von Flotow

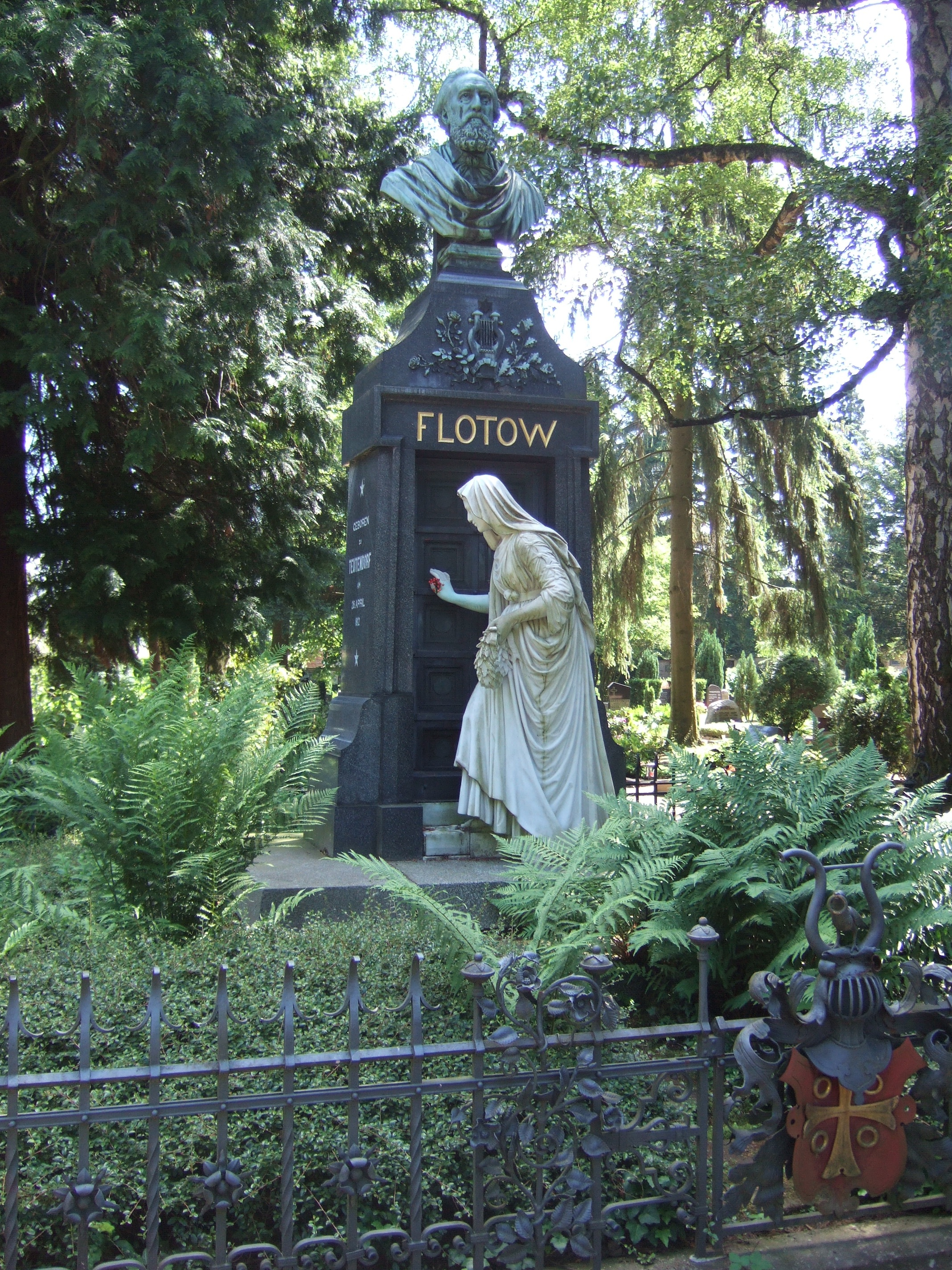
Grobowiec na "Alter Friedhof" w Darmstadt

Friedrich Adolf Ferdinand von Flotow (ur. 27 kwietnia 1812 w majątku Teutendorf w Sanitz w Meklemburgii, zm. 24 stycznia 1883 w Darmstadt) – niemiecki kompozytor operowy.

## Życiorys
Pochodził z rodziny szlacheckiej. W młodości został dyplomatą, ale wcześnie zainteresował się muzyką i wyjechał do Paryża, gdzie w latach 1828–1830 studiował kompozycję u Antona Reichy. Z powodu zamieszek w Paryżu opuścił stolicę Francji w 1830. Po przyjeździe do Niemiec poświęcił się komponowaniu oper w stylu francuskim – pierwsze jego utwory sceniczne to Pierre et Colombine, Rob Roy i La duchesse de Guise, które zdołał Flotow wystawić w Paryżu; nie spotkały się one jednak z większym zainteresowaniem.
Pierwszym utworem scenicznym Flotowa, który cieszył się zainteresowaniem publiczności była napisana do francuskiego libretta opera Le naufrage de la Méduse (Zatonięcie Meduzy), która miała premierę w 1838 w paryskim Théatre de la Renaissance i wystawiano ją 54 razy w ciągu sezonu.
Światową sławę kompozytorską przyniosły Flotowowi dwie opery do librett w języku niemieckim napisane w następnym dziesięcioleciu. Pierwsza z nich, Alessandro Stradella, wystawiona w 1844 w Hamburgu jest poświęcona tajemniczym okolicznościom życia i śmierci włoskiego kompozytora Alessandra Stradelli. Do ogromnego powodzenia dzieła Flotowa przyczyniło się także ciekawe libretto autorstwa Friedricha Wilhelma Riese, napisane w języku narodowym, stroniące od eklektycznych już wówczas motywów mitologicznych. Ten sam librecista napisał także tekst do następnej opery Flotowa, wystawionej w Wiedniu w 1847 pt. Marta albo jarmark w Richmondzie (Martha oder Der Markt zu Richmond), która miała stać się dziełem życia kompozytora. Po sukcesie Alessandra Stradelli Flotow otrzymał zamówienie z wiedeńskiego Theater an der Wien i stworzył dowcipną komedię muzyczną, przepełnioną komizmem sytuacyjnym i liryzmem. W dniu premiery 25 listopada 1847 publiczność zachwyciła się melodyjnymi ariami i scenami zbiorowymi (aria Ach so fromm..., Pieśń o ostatniej róży lata), które wydawano w całej Europie i tłumaczono na wiele języków.
Marta pozostała jedynym dziełem Flotowa, które do dziś utrzymuje się w repertuarze teatrów operowych (opera Alessandro Stradella jest obecnie dziełem już raczej zapomnianym, choć dostępnym na płytach CD). Żywiołowa melodyjność i efektowna instrumentacja, a także sama historia o angielskiej damie dworu Lady Hariett i jej powiernicy Nancy, które z nudów przebierają się za wiejskie dziewczyny, aby pójść na jarmark, wynająć się do pracy, a potem uciec od swoich "panów", zyskała uznanie publiczności.
Późniejsze opery Flotowa nie przyniosły kompozytorowi dużego sukcesu. Z ciekawostek można wymienić, że jest wśród nich opera pt. Liczyrzepa (Rübezahl), oparta na legendzie o karkonoskim Duchu Gór, wystawiona we Frankfurcie nad Menem w 1853.

## Dzieła
Flotow skomponował 25 oper, ważniejsze z nich to:
- Le naufrage de la Méduse (Zatonięcie Meduzy), Paryż 1838
- Alessandro Stradella, Hamburg 1844
- Marta albo jarmark w Richmondzie (Martha oder Der Markt zu Richmond), Wiedeń 1847
- Rübezahl (Liczyrzepa), Frankfurt nad Menem, 1853
- Die Witwe Grappin (Wdowa Grappin), Paryż 1859
- Pianella, Paryż, 1960
- Zilda, Paryż 1866
- Am Runenstein (Nad kamieniem runicznym), Praga 1868

Kompozytor tworzył też utwory kameralne, orkiestrowe i pieśni.